# Альстер (приток Эльбы)
Альстер (нем. Alster) — река в Германии (Шлезвиг-Гольштейн и Гамбург), приток Эльбы. Длина реки — 56 км, площадь водосборного бассейна — 580,7 км².
Самая известная часть реки — Альстерзе, которое находится в черте города Гамбурга. Альстерзе активно используется для отдыха жителей. На реке построено 9 шлюзов, а также имеется около 100 мостов.